# جون لاوريدسن
جون لاوريدسن (بالدنماركية: John Lauridsen)‏، من مواليد 2 ابريل 1959 في ريب في الدنمارك، لاعب كرة قدم دنماركي سابق.
بدأ مسيرته الكروية مع نادي إيزيبيرغ في عام 1978، ولعب معهم حتى عام 1982، وفي عام 1982 انتقل إلى نادي أسبانيول الإسباني، ولعب معهم حتى عام 1988، وقد شارك في 213 مباراة وسجل 26 هدف، وفي عام 1988 انتقل إلى نادي ملقا الإسباني، ولعب معهم حتى عام 1990، وقد شارك معهم في 58 مباراة وسجل 3 أهداف، وفي عام 1990 عاد إلى نادي إيزيبيرغ، ولعب معهم حتى اعتزاله في عام 1992.
و قد شارك مع منتخب الدنمارك لكرة القدم في 27 مباريات وسجل 7 أهداف.

## روابط خارجية
- جون لاوريدسن على موقع قاعدة بيانات كرة القدم.إي يو (الإنجليزية)
- جون لاوريدسن على موقع ناشيونال فوتبول تيمز (الإنجليزية)
- جون لاوريدسن على موقع Soccerway.com (الإنجليزية)
- جون لاوريدسن على موقع كووورة